# Zaventem
Zaventem (pronunție în neerlandeză [ˈzaːvəntɛm]) este o comună în provincia Brabantul Flamand, în Flandra, una dintre cele trei regiuni ale Belgiei. Localitatea este situată în zona Dijleland, una din cele trei mari zone recreaționale care formează împreună Groene Gordel („Centura Verde”) din jurul Regiunii Capitalei Bruxelles. Comuna cuprinde localitățile  Nossegem, Sint-Stevens-Woluwe, Sterrebeek și Zaventem. La 1 ianuarie 2008 comuna avea o populație totală de 29.500 locuitori. Suprafața totală este de 27,62 km², cu o densitate a populației de 1068 locuitori per km². Comuna Zaventem este situată în zona flamandă a Belgiei, unde limba oficială este neerlandeza. Minoritatea vorbitoare de limba franceză este reprezentată de 5 membri din 29 în consiliul local. Fiind situată în apropierea sediului NATO și a instituțiilor Uniunii Europene, numeroși funcționari internaționali locuiesc în comună.
Comuna este limitrofă Regiunii Capitalei Bruxelles, fiind situată în partea de nord a acesteia. Aeroportul Bruxelles ocupă o suprafață importantă a teritoriului comunei, fiind cunoscut din punct de vedere colocvial cu numele Zaventem.

## Etimologie
Vechea scriere a numelui municipalității este Saventhem, dar cea mai veche atestare a comunei Zaventem este Saventa, care apare în manuscrise ce datează din anul 1117. Există câteva ipoteze ale semnificației numelui. Una din ele se referă la cele șapte bălți sau mici lacuri ce au existat în zonă în perioada medievală. Altă ipoteză se referă la bălți situate într-un ținut nisipos (argilă nisipoasă). Alții interpretează numele Zaventem ca pe reconfigurări ale expresiilor zeven tommen (însemnând șapte tumuli galo-romani) sau zaaivelden (însemnând câmp pentru semănat).

## Istorie

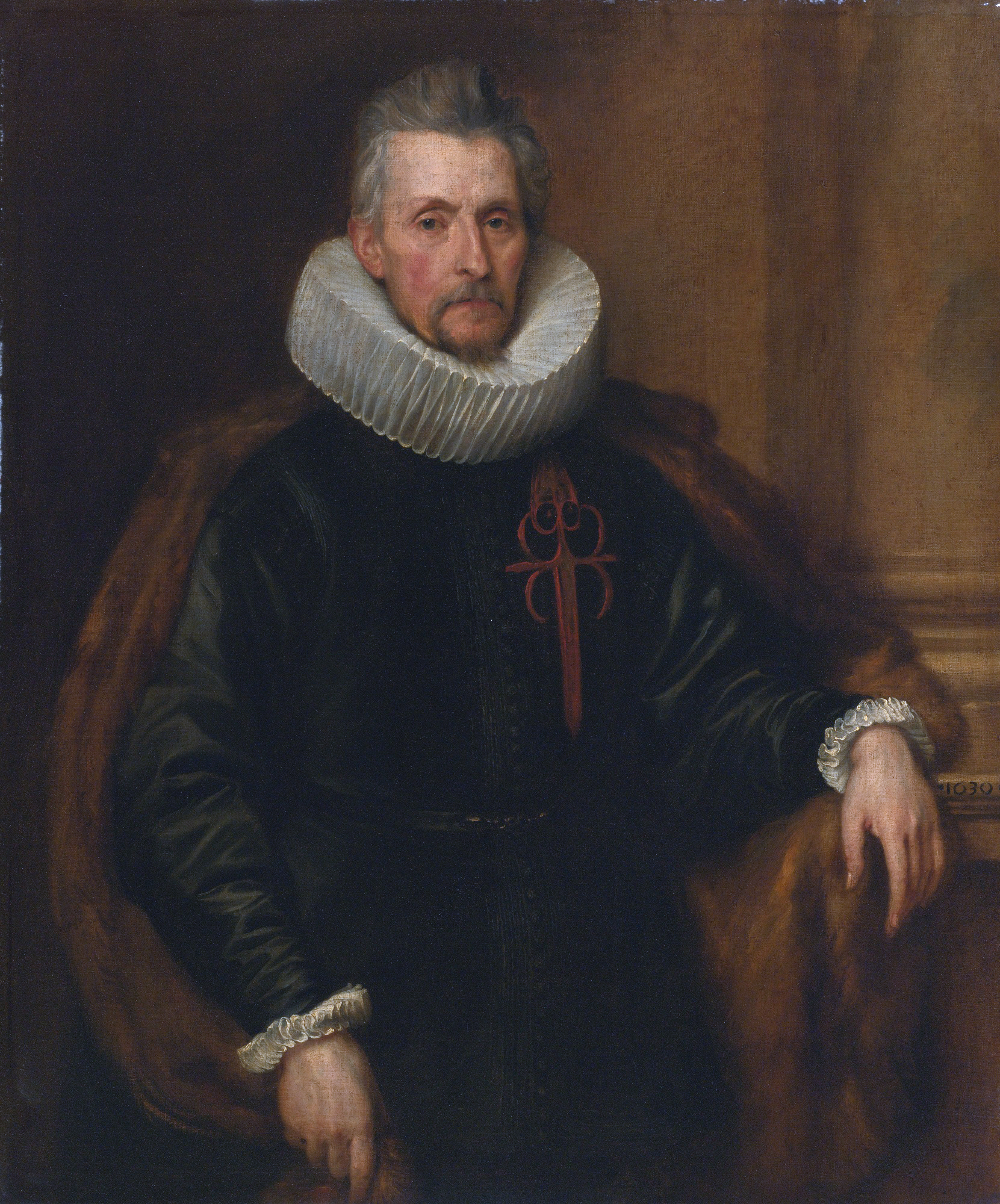
Ferdinand de Boischott (1571-1649), baron de Zaventem (pictură atribuită lui Antoon van Dyck, 1630)

Istoria localității Zaventem datează din neolitic și epoca romană. Examinarea unor morminte străvechi a dovedit că zona a fost locuită și în perioada Imperiului Franc și a Dinastiei Merovingiene. Zaventem a făcut apoi parte din Comitatul de Ukkel și Comitatul de Leuven, înainte de a fi alipit Ducatului Brabantului. Aproape de secolul al X-lea, Zaventem se afla în proprietatea Abației Nivelles. Centrul satului, dominat de biserică, se afla situat la întretăierea a două drumuri importante, primul legând Vilvoorde de Tervuren, iar al doilea Bruxelles de Erps. Parohia a fost înființată înainte de secolul al IX-lea, dar biserica, având hramul Sfântul Martin, a intrat în administrarea Abației de Nivelles la sfârșitul aceluiași secol. În 1147, dreptul de proprietate a fost transferat Diecezei de Cambrai. Parohia a rămas dependentă de această dieceză până în 1559, când a fost preluată de Dieceza de Mechelen.
Între 1112 și 1122, vasalul lui Lambertus de Craynhem, Lordul de Zaventem, a fost Ricardus de Saventen. Se pare că de Saventen era o familie de nobili care a coexistat cu familia aristocraților de Craynhem, mari proprietari de moșii, printre care și Zaventem. Alți proprietari importanți de terenuri din acea vreme erau Abația de Forest și Abația de Kortenberg. Domeniul feudal heerlijkheid al Zaventemului a intrat mai târziu în proprietatea cavalerului Hendrik van der Meeren, care l-a cumpărat de la altă familie nobilă. În 1381, cavalerul a fost numit oficial Lord de Zaventem, iar familia sa a continuat să stăpânească domeniul până în 1605. Ei dețineau un castel în apropierea bisericii parohiale, dar acesta a fost demolat în a doua jumătate a anilor 1920.
În 1605, Cancelarul Ducatului Brabantului, Ferdinand de Boisschot (1560-1649), a fost investit Lord de Zaventem, iar când a fost înnobilat baron, în 1621, Zaventem a devenit un baronat care s-a extins și peste satele Nossegem, Sterrebeek și Sint-Stevens-Woluwe. Familia de Boisschot a rămas proprietara domeniului până la Revoluția Franceză.
A existat inițial o pădure întinsă la vest de Zaventem, numită Saventerlo, unde veneau să vâneze ducii de Brabant. Zona a fost defrișată în mare parte în secolul al XVII-lea. Deși Zaventem a rămas o localitate predominant agricolă până spre sfârșitul secolului al XIX-lea, activitățile industriale datează cel puțin din secolul al XIII-lea. În toată această perioadă, numeroase mori de apă au fost instalate pe râul Woluwe, fiind ulterior convertite în mori pentru fabricarea hârtiei. Anterior, râul avea multe coturi la trecerea sa prin Zaventem, făcând dificilă producerea energiei cu ajutorul morilor. În 1208, Godfrey, Ducele de Brabant, a dat ordin să fie modificată și ridicată albia râului Woluwe, astfel încât morile să fie aprovizionate cu o cantitate suficientă de apă. Acest lucru a favorizat puternic industria hârtiei care s-a dezvoltat mai târziu, în secolele al XVIII-lea și al XIX-lea.

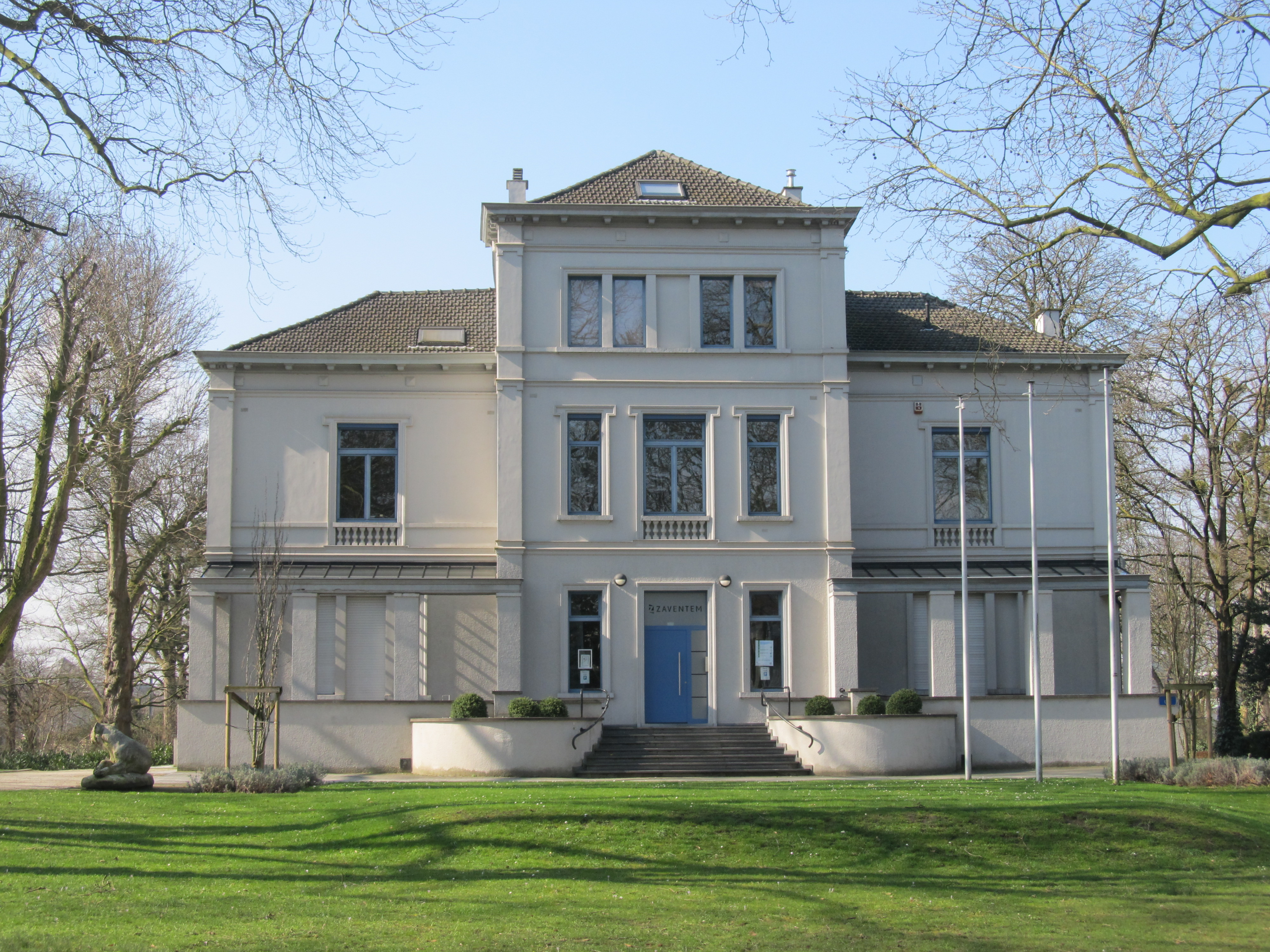
Primăria municipalității Zaventem, anterior Vila Feldheim

Totuși, începând din secolul al XVIII-lea, Zaventem s-a transformat treptat dintr-o comunitate agricolă într-una industrială. La această evoluție a contribuit mai ales construcția șoselei dintre Leuven și Bruxelles, între anii 1705 și 1710. Din 1850, dezvoltarea motoarelor cu abur a intensificat procesul de industrializare, influențând negativ activitățile agricole. Gradual, răspânditul drept de superficie pentru terenurile agricole a fost înlocuit în secolul al XIX-lea de locuințe muncitorești. În 1866 a fost inaugurată calea ferată între Bruxelles și Leuven, împărțind localitatea Zaventem în două. Suplimentar față de industria hârtiei, activitățile industriale au luat amploare spre sfârșitul secolului al XIX-lea și în domeniul tăbăcirii pielii. La începutul secolului al XX-lea, fabricantul de automobile Excelsior, care a devenit ulterior cunoscut la nivel internațional, a produs unele din autovehiculele sale într-o fabrică din Zaventem. Toate aceste inițiative industriale au condus la construirea în municipalitate a numeroase mici castele sau vile somptuoase pentru directorii executivi ai companiilor, precum Vila Feldheim, proprietate a bogatei familii cu același nume implicată în industria tăbăcirii pielii. După al Doilea Război Mondial totuși, multe din aceste manufacturi au fost obligate să-și închidă porțile, nereușind să mai facă față competiției străine.
Odată cu construirea aeroportului, cu ocazia Expoziției Universale din 1958, peisajul localității Zaventem a fost modificat în mod semnificativ, municipalitatea fiind anterior situată în zona întinsei păduri Saventerlo. Cu toate acestea, aeroportul a dat un puternic impuls ocupării forței de muncă locale, de pe urma căruia Zaventem a beneficiat foarte mult. La aceasta s-a adăugat o creștere continuă a numărului și puterii companiilor semi-industriale în anii 1960 și 1970, iar Zaventem a devenit un important centru economic.

### Atentatele din 2016
În timpul atentatelor cu bombă din 2016, două explozii au avut loc în interiorul Brussels Airport din Zaventem, pe 22 martie 2016, la ora locală 07:58, una lângă ghișeele de check-in ale American Airlines și Brussels Airlines, cealaltă lângă o cafenea Starbucks. O a treia bombă a fost găsită de pirotehniști în aeroport și detonată controlat. Aeroportul a rămas închis inițial până pe 24 martie, data redeschiderii fiind amânată ulterior pentru 28 martie. Zborurile programate să decoleze sau să aterizeze la Brussels Airport au fost ori anulate, ori redirecționate către aeroporturile din apropiere, precum Brussels South Charleroi Airport, Ostend–Bruges și Schiphol. La ora 09:11 CET, o altă explozie a avut loc în stația de metrou Maelbeek / Maalbeek. Statul Islamic a revendicat atentatele drept represalii împotriva participării Belgiei la coaliția militară internațională împotriva sa.

## Demografie
Locuitorii de naționalitate străină sunt reprezentați la Zaventem în procent mai mare decât media în localitățile de la periferia Bruxelles-ului, respectiv decât media în Regiunea Flamandă (23,5% în Zaventem, față de 9,8% în Flandra, în anul 2022). Între ei, cetățenii Uniunii Europene reprezintă cel mai numeros grup (16,2% din numărul total al locuitorilor în 2022), însă în Zaventem locuiesc și numeroși magrebieni și turci (1,7% din numărul total al locuitorilor în 2022), armeni sau americani.

### Evoluția demografică înainte de fuziunea comunelor
- Sursă: INS. Între 1831–1970: date din recensăminte

### Evoluția demografică după fuziunea comunelor
Toate datele istorice se referă la actuala comună, inclusiv sectoarele ei, așa cum a fost creată după fuziunea din 1 ianuarie 1977.
- Sursă: INS. Între 1831–1981: date din recensăminte; după 1990: nr. locuitori la 1 ianuarie

## Obiective turistice

### Catedrala Sfântul Martin

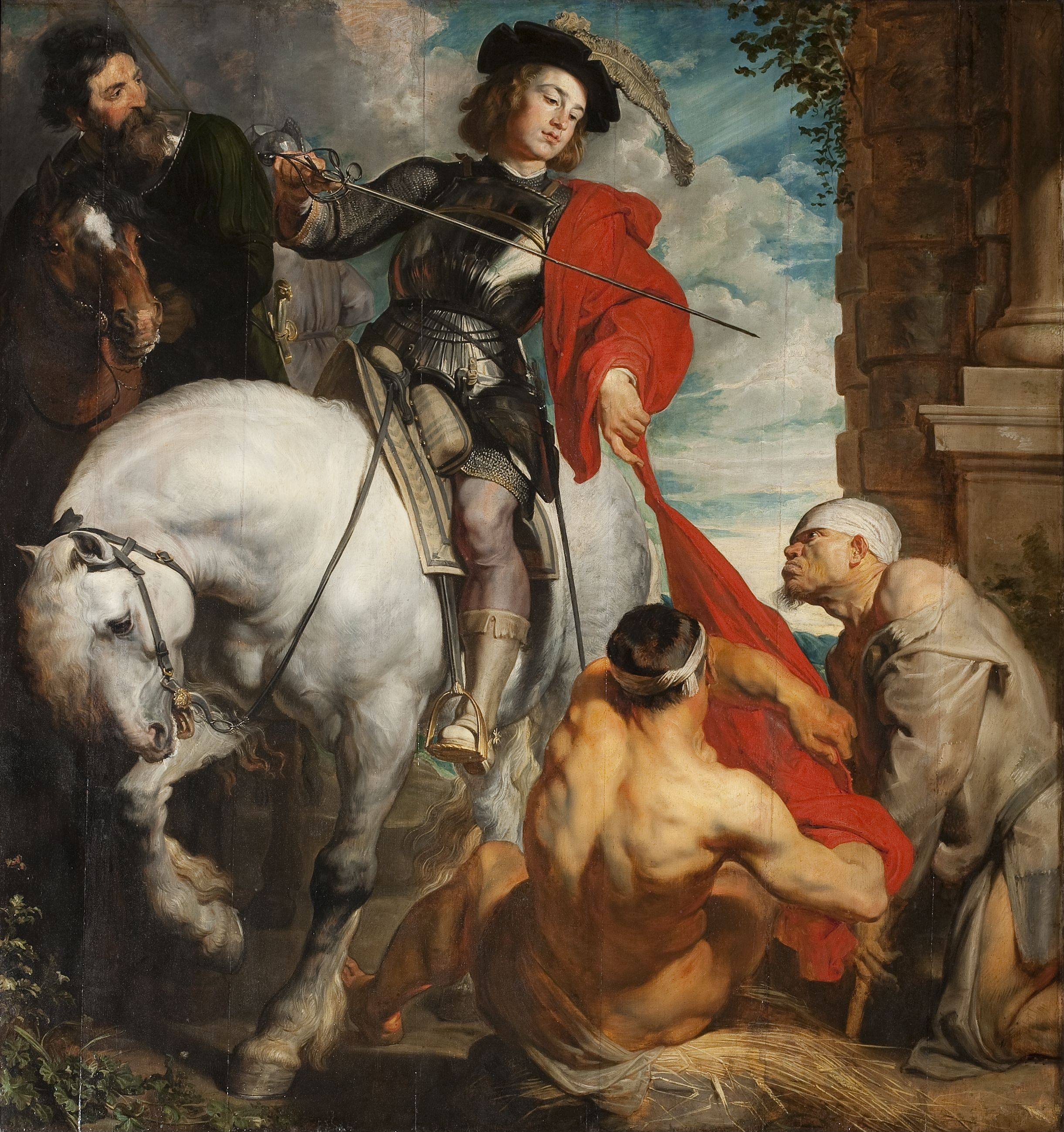
Sfântul Martin și cerșetorul de Antoon van Dyck în biserica Sfântul Martin.

Biserica Sfântul Martin, denumită după Sfântul Martin de Tours, a fost construită în 1567 și a fost declarată monument protejat în 1938. Inițial, biserica era o bazilică tipică realizată în stil arhitectonic roman, cu trei nave, un turn estic și o absidă. În secolul al XVI-lea, biserica a fost convertită într-un lăcaș de cult gotic și a fost din nou extinsă în secolul al XIX-lea. În biserică este expus tabloul Sfântul Martin și cerșetorul al lui Antoon van Dyck, pictat în 1621, an în care artistul a vizitat orașul.

### Muzeul De Veste
Muzeul de istorie locală „De Veste”, situat în centrul districtului Sint-Stevens-Woluwe, expune obiecte obținute în principal de la o societate pentru istorie locală. Acestea sunt mai ales obiecte vechi, care au fost folosite în trecut, precum diverse cântare și balanțe, materiale pentru treierat și transport, alte activități economice, lucrări de arhivă referitoare la societățile locale sau la consiliile municipale. Suplimentar, în muzeu sunt prezente exponate care au fost utilizate în scopuri agricole, ori instrumente folclorice realizate de artizani. Muzeul mai expune obiecte legate de monarhie, de viața monahală, de războaiele mondiale, drapele ale localității Zaventem sau lucrări istoriografice. La exterior sunt expuse mașini și instrumente agricole precum pluguri sau combine de recoltare a cicoarei. Clădirea muzeului a fost construită ca depozit în 1957, în stil arhitectural al caselor din secolul al XVII-lea, pentru a aminti de clădirile care existau în acea zonă în secolul respectiv. În 1977, clădirea a fost complet restaurată și convertită în muzeul de istorie locală.

### Castelul Mariadal
Castelul Mariadal din parcul municipal a fost amenajat la sfârșitul secolului al XIX-lea de către arheologul Baron Emile de Munck. Construcția este ridicată pe două niveluri, are șapte travee, una din ele fiind ocupată de turnul său frontal rotund. Acoperișul este dotat cu câteva lucarne. De-a lungul timpului, clădirea a fost folosită pentru diverse scopuri. A funcționat ca școală secundară, afacere HoReCa, sau a găzduit birourile Centrului Public de Asistență Socială. În 1988, complexul a fost renovat și redeschis ca centru cultural comunitar. Castelul este situat pe locul unde funcționau în secolul al XVII-lea fermele Hof van Ophem. Părți din acestea încă mai există. Pe terenul respectiv se afla și o fermă care reprezenta fieful Ducelui de Brabant. Aceasta era o dependință a vechiului castel ter Meeren al Lorzilor de Zaventem cu același nume. În urma separărilor imobiliare cauzate de moșteniri succesive, ferma a fost vândută unor nobili din Bruxelles în secolul al XVI-lea. Domeniul a fost reunit în secolul al XVII-lea.

## Politică
Primarul comunei Zaventem este Ingrid Holemans. În 2016, ea i-a succedat lui Francis Vermeiren (Open Vld), care condusese municipalitatea timp de 33 de ani, iar anterior fusese și consilier local. Între ianuarie 2013 și decembrie 2018, consiliul local Zaventem a fost condus de o coaliție între Open Vld, CD&V și N-VA, însă alegerile locale din 2018 au permis realizarea unei coaliții doar între Open Vld și CD&V, partidul N-VA fiind exclus. 

### Rezultatele alegerilor locale începând cu 1976
| Partid                   | Partid                                      | 10-10-1976}}</ref> | 10-10-1976}}</ref> | 10-10-1982 | 10-10-1982 | 9-10-1988 | 9-10-1988 | 9-10-1994 | 9-10-1994 | 8-10-2000 | 8-10-2000 | 8-10-2006 | 8-10-2006 | 14-10-2012 | 14-10-2012 | 14-10-2018 | 14-10-2018 |
| Voturi / Fotolii         | Voturi / Fotolii                            | %                  | 27                 | %          | 29         | %         | 29        | %         | 29        | %         | 29        | %         | 29        | %          | 31         | %          | 31         |
| ------------------------ | ------------------------------------------- | ------------------ | ------------------ | ---------- | ---------- | --------- | --------- | --------- | --------- | --------- | --------- | --------- | --------- | ---------- | ---------- | ---------- | ---------- |
|                          | PVV1 / VLD2 / Open Vld3                     | 13,381             | 3                  | 24,731     | 8          | 43,521    | 15        | 38,932    | 14        | 38,42     | 13        | 35,632    | 12        | 32,023     | 11         | 32,53      | 12         |
|                          | CVP1 / CVP-VUA / CD&V+N-VAB / CD&V2         | 33,231             | 10                 | 15,361     | 4          | 20,021    | 6         | 21,45A    | 7         | 14,141    | 4         | 18,42B    | 5         | 12,142     | 3          | 14,42      | 4          |
|                          | VU1 / CVP-VUA / VU&ID2 / CD&V+N-VAB / N-VA3 | 15,611             | 4                  | 11,81      | 3          | 7,131     | 1         | 21,45A    | 7         | 7,012     | 1         | 18,42B    | 5         | 19,493     | 6          | 22,03      | 7          |
|                          | SP1 / sp.a-Groen-Leef!C / Pro ZaventemD     | 23,541             | 7                  | 20,791     | 7          | 10,911    | 3         | 8,861     | 2         | 7,711     | 2         | 14,22C    | 4         | 13,24C     | 4          | 8,0D       | 2          |
|                          | Agalev1 / sp.a-Groen-Leef!C / Pro ZaventemD | -                  |                    | -          |            | 5,611     | 1         | 7,281     | 1         | 8,841     | 2         | 14,22C    | 4         | 13,24C     | 4          | 8,0D       | 2          |
|                          | Leef!                                       | -                  |                    | -          |            | -         |           | -         |           | -         |           | 14,22C    | 4         | 13,24C     | 4          | 3,8        | 0          |
|                          | PF1 / UF2                                   | 14,251             | 3                  | 14,791     | 4          | 12,811    | 3         | 14,892    | 4         | 16,112    | 5         | 19,732    | 6         | 19,982     | 7          | 19,32      | 6          |
|                          | Vlaams Blok1 / Vlaams Belang2               | -                  |                    | -          |            | -         |           | 5,641     | 1         | 7,791     | 2         | 10,922    | 2         | 3,132      | 0          | -          |            |
|                          | D82                                         | -                  |                    | 12,53      | 3          | -         |           | -         |           | -         |           | -         |           | -          |            | -          |            |
| Alții(*)                 | Alții(*)                                    | -                  |                    | -          |            | -         |           | 2,96      | 0         | -         |           | 1,08      | 0         | -          |            | -          |            |
| Total voturi             | Total voturi                                | 16180              | 16180              | 17170      | 17170      | 17459     | 17459     | 16700     | 16700     | 16424     | 16424     | 17414     | 17414     | 17643      | 17643      | 18459      | 18459      |
| Procent %                | Procent %                                   |                    |                    |            |            | 92,49     | 92,49     | 90,7      | 90,7      | 89,69     | 89,69     | 90,73     | 90,73     | 87,76      | 87,76      | 89,3       | 89,3       |
| Voturi albe și anulate % | Voturi albe și anulate %                    | 3,29               | 3,29               | 4,68       | 4,68       | 3,48      | 3,48      | 4,2       | 4,2       | 3,79      | 3,79      | 4,09      | 4,09      | 2,96       | 2,96       | 4,9        | 4,9        |

Partidele care formează majoritatea administrativă în consiliu sunt indicate cu aldine. Cel mai mare partid din coaliție este indicat cu culoarea proprie.

(*) în 1994: ADEM / în 2006: VLOTT
După alegerile municipale din 2012 a apărut un conflict în cadrul Open Vld. În final a fost realizată o coaliție avându-l tot pe Francis Vermeiren ca primar. N-VA a depus însă o plângere la Consiliul de Stat din cauza faptului că un număr de aleși au semnat două acte de numire. Plângerea a fost declarată admisibilă, iar consiliul municipal propus a fost declarat nul. Zece membri aleși ai partidelor Open Vld, sp.a și Leef/Groen au fost condamnați de Consiliul de Stat și li s-a interzis să dețină o funcție executivă. S-a format o nouă coaliție, însă rezultatul ei a fost o municipalitate care a fost practic neguvernabilă timp de mai multe luni, cu ședințe de consiliu municipal anulate în mod regulat. După 13 luni s-a format în sfârșit o coaliție stabilă, de data aceasta între N-VA, CD&V și Open Vld.

### Lista primarilor localității Zaventem
- 1896 - 1912 : Jan-Baptist De Vleminck
- 1912 - 1938 : Hector Henneau (Liberale Partij)
- 1938 - 1947 : Victor Allo (Katholieke Blok)
- 1947 - 1970 : Isidoor Trappeniers (PSB)
- 1971 - 1982 : Roger Boon (PSB)
- 1982 - 1983 : Celina Saint (PSB)
- 1983 - 2016 : Francis Vermeiren (Open VLD)
- 2016 - prezent : Ingrid Holemans (Open VLD)